# Jules Vulliet
Pour les articles homonymes, voir Vulliet.
Jules Vulliet, né le 20 janvier 1804 à Commugny et mort le 1er avril 1848 à Lausanne, est un avocat et une personnalité politique suisse.

## Biographie
De confession protestante, originaire de Commugny, Jules Vulliet est le fils de Pierre François Vulliet et de Suzanne Marguerite Olivier. Il épouse en 1842 Louise Jacqueline Galloix. Après des études de droit à l'académie de Genève entre 1826 et 1828, il exerce comme avocat à Lausanne à partir de 1832.

### Carrière politique
Jules Vulliet commence sa carrière politique en tant que membre du Parti libéral, dont il fait partie de l'aile gauche. Il participe activement, en décembre 1830, au renversement du gouvernement de Jules Muret. Il rejoint ensuite le mouvement radical et, en 1836, l'Association de sûreté fédérale. Il est député au Grand Conseil vaudois dès 1844. Il participe à la Révolution radicale de 1845 à l'issue de laquelle il est élu au gouvernement provisoire du canton de Vaud le 14 février 1845 (profitant du désistement de Jean Schopfer), puis au Conseil d'État six mois plus tard. Il y siégera jusqu'à sa mort. En 1845, lors des débats sur la nouvelle Constitution, il s'oppose au principe de l'initiative populaire, et ainsi à ses chefs de file, Henri Druey et Louis-Henri Delarageaz,.